# René Baulard
René Baulard fue un militar francés que comandó las tropas francesas con presencia en Andorra durante los años 30 del siglo XX. Lo hizo a causa de la revuelta del 1933, concretamente el 19 de agosto, para restablecer y mantener el orden en el país, y para hacer respetar las decisiones de los copríncipes en aquel conflicto. El mismo Baulard se cuestionaba la legalidad de la presencia de las tropas francesas en Andorra, dado que estas no tenían que actuar fuera de territorio francés. El 9 de octubre el destacamento de la gendarmería abandonó el país. Volvió en 1936, para mantener el orden con motivo de la Guerra civil española española. Baulard controlaba el paso por la aduana y expedía los certificados correspondientes. También otorgaba la documentación que permitía pasar a Francia en dirección a San Sebastián. 
Se entrevistó, junto al síndico Francesc Cairat, con las tropas franquistas cuando llegaron a la frontera hispanoandorrana en 1939. Se marchó en 1940 por orden del mariscal Pétain. Fue condecorado por el síndico el 17 de mayo de 1937 y fue nombrado ciudadano honorario de Andorra.

## Obras
- 1930 La Gendarmerie d'Afrique (1830-1930)
- 1938 L'Andorrane (libreto de poesía)
- 1943 La gendarmerie française dans les Vallées d'Andorre : (18 août - 9 octobre, 1933)